# Чень Дін
Чень Дін  (кит.: 陈 定, 5 серпня 1992) — китайський легкоатлет, олімпійський чемпіон.

## Виступи на Олімпіадах
| Олімпіада   | Дисципліна      | Місце |
| ----------- | --------------- | ----- |
| Лондон 2012 | ходьба на 20 км | 1     |